# Charles D. Smith
Charles Daniel Smith, född 16 juli 1965 i Bridgeport, Connecticut, är en amerikansk basketspelare.
Smith var med och tog OS-brons i basket 1988 i Seoul. Detta var USA:s första brons i herrbasket i olympiska sommarspelen, och tredje gången genom alla tider som USA inte tog guld.

## Lag
- Los Angeles Clippers (1988–1992)
- New York Knicks (1992–1996)
- San Antonio Spurs (1996–1998)